# ويليام ناش
ويليام نـاش (22 سبتمبر 1884 في المملكة المتحدة - 24 يوليو 1971 في المملكة المتحدة) (بالإنجليزية: William Nash)‏ هو لاعب كريكت بريطاني وبريطاني (وحمل سابقاً جنسية المملكة المتحدة لبريطانيا العظمى وأيرلندا). لعب مع نادي مقاطعة غلوستر للكريكت ‏.

## وصلات خارجية
- ويليام نـاش على موقع إي آس بي آن كريك إنفو (الإنجليزية)